# Жовтий карлик

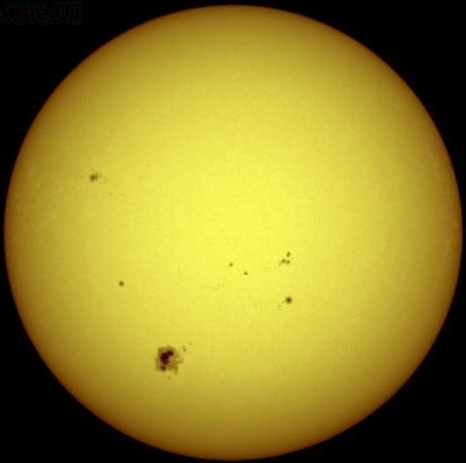
Сонце, типовий приклад зорі класу G V

Жовтий карлик — тип невеликих зір головної послідовності (клас світності V), що мають масу від 0,78 до 1,05 маси Сонця та належать до спектрального класу G. Температура поверхні жовтих карликів лежать в інтервалі 5200—6700 K, їх спектральні класи G0V—G9V. Основним джерелом енергії цих зір є термоядерний синтез гелію з водню. Характеристика спектру: лінії H і Ca інтенсивні; лінія 4226 Å і лінія Fe I теж інтенсивні; численні лінії нейтральних металів; лінії водню слабшають до класу G9.
Найвідомішим жовтим карликом є наше Сонце (спектральний клас G2).
Інші відомі зірки: Тау Кіта, Альфа Центавра А, Альфа Північної Корони В, 51 Пегаса.

## Опис
Термін «жовтий карлик» є неточним, оскільки зорі типу G насправді мають колір від білого для більш яскравих типів, таких як Сонце, до дуже злегка жовтуватого для менш масивних і яскравих зір головної послідовності типу G. Сонце насправді біле, але воно часто може виглядати жовтим, помаранчевим або червоним через атмосферу Землі через атмосферне розсіювання Релея, особливо на сході та заході сонця. Крім того, хоча термін «карлик» використовується для порівняння зірок головної послідовності G-типу з гігантськими зірками або більшими, зірки, подібні до Сонця, все ще перевершують 90 % зірок у Чумацькому Шляху (які здебільшого є набагато тьмянішими помаранчевими карликами, червоні карлики та білі карлики, які є набагато більш поширеними, останні є залишками зірок).
Зірка головної послідовності типу G з масою Сонця буде плавити водень протягом приблизно 10 мільярдів років, поки елемент водню не вичерпається в центрі зірки. Тобто тривалість життя жовтого карлика (час перебування на головній послідовності) — від 5 до 15 мільярдів років (для спектральних класів G0 та G9 відповідно). Коли це відбувається, тобто після того, як у термоядерних реакціях водневого циклу «спалюється» водень у ядрі, зоря спочатку швидко стискається, охолоджуючись і темніючи, проходячи через субгігантську гілку, і зрештою, після «запалювання» потрійної альфа-реакції, розширюється у багато разів більше, ніж попередні розміри на вершині фази червоного гіганта, приблизно через 1 мільярд років після виходу з головної послідовності. Прикладом може бути Альдебаран. Подальша еволюція червоного гіганта призводить до скидання зовнішніх шарів з утворенням планетарної туманності та маленького щільного білого карлика. Після цього вироджене гелієве ядро зірки раптово спалахує гелієвим спалахом, зливаючи гелій, і зірка переходить до горизонтальної гілки, а потім до асимптотичної гігантської гілки. Розширюючись ще більше, коли гелій починає вичерпуватися під час бурхливих пульсацій, гравітація зорі стає недостатньою, щоб утримувати її зовнішню оболонку, що призводить до значної втрати маси й розсіювання. Викинутий матеріал залишається планетарною туманністю, випромінюючи, коли поглинає енергетичні фотони з фотосфери. Згодом ядро починає згасати, коли ядерні реакції припиняються, і стає щільним, компактним білим карликом, який повільно охолоджується від своєї високої початкової температури, коли туманність згасає.

## Фізика викривлення кольору
Фотони короткохвильової частини видимого спектра — блакитний, синій і фіолетовий — можуть краще розсіюватися, ніж фотони довгохвильової частини видимого спектра — червоний, помаранчевий і жовтий. Коли Сонце перебуває низько над обрієм, його колір спотворюється атмосферою Землі, фіолетові та сині фотони розсіюються повністю, і Сонце має вигляд червонувато-помаранчевого. Але достатньо Сонцю піднятися градусів на 20° над горизонтом, як його світіння вже сприймається як біле. Коли є дим чи інші забруднення атмосфери, це посилює ефект і Сонце виглядатиме червоним. Якщо Сонце стоїть високо в небі, де воно зустрічає найменшу кількість атмосферних перешкод, воно буде більш «синім».

## Фізичні параметри зірГоловної Послідовностікласу G
У таблиці подано усереднені значення параметрів. Загалом, відповідні параметри окремої вибраної зорі цього спектрального класу можуть відрізнятися від поданих нижче.
| Клас | B-V  | V-R  | b-y  | MV  | BC    | Teff, °K | R/RΟ | log g | M/MΟ | Vsin(i), км/с |
| ---- | ---- | ---- | ---- | --- | ----- | -------- | ---- | ----- | ---- | ------------- |
| G0   | 0,59 | 0,50 | 0,36 | 4,4 | −0,05 | 5943     | 1,12 | 4,4   | 1,16 | 6,4           |
| G2   | 0,63 | 0,53 | 0,39 | 4,7 | −0,08 | 5811     | 1,08 | 4,4   | 1,11 | 4,8           |
| G5   | 0,68 | 0,54 | 0,43 | 5,1 | −0,11 | 5657     | 0,95 | 4,5   | 1,05 | 3,4           |
| G7   | 0,74 | 0,58 | 0,48 | 5,6 | −0,16 | 5486     | 0,91 | 4,5   | 0,97 | 2,6           |